# Luis Niño de Rivera
Luis Niño de Rivera (Ciudad de México, 3 de agosto de 1946) es un deportista mexicano que compitió en saltos de plataforma. Ganó una medalla de plata en los Juegos Panamericanos de 1967, en la prueba individual.

## Palmarés internacional
| Juegos Panamericanos | Juegos Panamericanos | Juegos Panamericanos | Juegos Panamericanos |
| Año                  | Lugar                | Medalla              | Prueba               |
| -------------------- | -------------------- | -------------------- | -------------------- |
| 1967                 | Winnipeg (Canadá)    | Medalla de plata     | Plataforma 10 m      |